# Dysdera bicolor
Dysdera bicolor är en spindelart som beskrevs av Władysław Taczanowski 1874. Dysdera bicolor ingår i släktet Dysdera och familjen ringögonspindlar.
Artens utbredningsområde är Franska Guyana. Inga underarter finns listade i Catalogue of Life.